# .32 Long Colt
.32 Long Colt (загальна назва .32 LC або просто  .32 Colt)  американський револьверний набій центрального запалення.

## Опис
Набій .32 Colt був створений компанією Colt на базі британського набою .320 Revolver у 1873 році для револьвера New Line. Зазвичай в набої використовували змащену ззовні ступінчасту кулю діаметром .313 in (7,95 мм) вагою 90 gr (5,8 г), пізніше почали використовувати внутрішнє змащування, що призвело до зменшення діаметра до .299 in (7,59 мм), дещо зменшило вагу кулі і зменшило загальну довжину.
Гільза мала довжину .31 in (7,87 мм), яка була довша за гільзу набою .32 Short Colt (що дало змогу заряджати набій .32 SC у зброю яка розрахована під набій LC). Набій .32LC по потужності такий саме, як і набій .32 Smith & Wesson Long, без порівнянної точності. Набої .32 Long Colt та .32 S&W Long не є взаємозамінними оскільки у них різні діаметри куль та гільзи.
Кольт став найбільш відомим американським виробником зброї в Європі завдяки зброї під набій .32 Long Colt, особливо відомим був револьвер Colt Police Positive. Чилійський револьвер FAMAE також випускали під набій .32 Long Colt.